# Rawabelut
Rawabelut is een bestuurslaag in het regentschap Cianjur van de provincie West-Java, Indonesië. Rawabelut telt 3740 inwoners (volkstelling 2010).